# Cystopteris laurentiana
Cystopteris laurentiana là một loài thực vật có mạch trong họ Woodsiaceae. Loài này được (Weath.) Blasdell (pro hybr.) miêu tả khoa học đầu tiên năm 1963.